# IFK Kiruna
IFK Kiruna ist ein 1907 gegründeter schwedischer Sportklub aus Kiruna, der vor allem für seine Eishockeyabteilung bekannt war. Auch die Skisprungabteilung ist überregional bekannt. 

## Geschichte
Der Verein wurde 1907 gegründet. Von 1975 bis 1986 trat die Eishockeymannschaft des Klubs regelmäßig in der damals noch zweitklassigen Division 1 an. In der Saison 1987/88 trat die Eishockeyabteilung unter dem eigenständigen Namen Kiruna HC an. 
Durch den Zusammenschluss der Eishockeyabteilungen von IFK Kiruna und dessen Ligarivalen Kiruna AIF entstand 1988 das Team Kiruna IF. 
Die Fußballabteilung, die unter anderem in der dritten Liga gespielt hatte, war 1970 einer von mehreren lokalen Vereinen, aus deren Fusion Kiruna FF entstand.
Eine weitere erfolgreiche Abteilung des Vereins war die Skisprungabteilung, aus der mehrere bekannte Skispringer hervorgingen.

## Bekannte ehemalige Sportler
- Kurt Elimä (Skispringen)
- Karl Holmström (Skispringen)
- Peter Lindmark (Eishockey)
- Thure Lindgren (Skispringen)